# 1932年ロサンゼルスオリンピックのポーランド選手団
1932年ロサンゼルスオリンピックのポーランド選手団（1932ねんロサンゼルスオリンピックのポーランドせんしゅだん）は、1932年7月30日から8月14日にかけてアメリカ合衆国のロサンゼルスで開催された1932年ロサンゼルスオリンピックのポーランド選手団、およびその競技結果。

## 概要
今大会は金メダル2個、銀メダル1個、銅メダル4個、合計7個のメダルを獲得した。

## メダル
| メダル | 選手名                       | 競技 | 種目       |
| ------ | ---------------------------- | ---- | ---------- |
| 金     | ヤヌス・クソチンスキー       | 陸上 | 男子10000m |
| 金     | スタニスラワ・ワラシェビッチ | 陸上 | 女子100m   |
| 銅     | ヤドヴィガ・ワイス           | 陸上 | 女子円盤投 |